# (11289) Frescobaldi
(11289) Frescobaldi est un astéroïde de la ceinture principale.

## Description
(11289) Frescobaldi est un astéroïde de la ceinture principale. Il fut découvert le 2 août 1991 à La Silla par Eric Walter Elst. Il présente une orbite caractérisée par un demi-grand axe de 3,10 UA, une excentricité de 0,15 et une inclinaison de 2,8° par rapport à l'écliptique.

## Étymologie
Cet astéroïde est nommé en l'honneur de l'organiste et compositeur italien Girolamo Frescobaldi (1583-1644).

## Compléments